# Жидівка (річка)
Жидівка — річка в Україні, у Роменському районі Сумської області. Ліва притока Вільшани (басейн Дніпра).

## Опис
Довжина річки 17 км, похил річки — 1,9 м/км. Площа басейну 74,8 км².

## Розташування
Бере початок на південний захід від села Кашпури. Тече переважно на південний схід через населені пункти вздовж берегової смуги: Байрак, Червоногірка і впадає в річку Вільшану, праву притоку Хоролу.